# Hugo de Moncada
Hugo o Ugo de Moncada (Chiva, Reino de Valencia, 1476-Golfo de Salerno, Reino de Nápoles, 28 de mayo de 1528), fue un militar y político español, hijo de la ilustre familia de los Moncada. 
Fue caballero de la Orden de San Juan de Jerusalén, general de Mar y Tierra, virrey de Sicilia y de Nápoles y destacado participante en las guerras italianas, sucesivamente al servicio de Carlos VIII de Francia, César Borgia, Fernando II de Aragón y Carlos V.

## Biografía

### Familia
Nacido en el seno de la Casa de Moncada, linaje valenciano que se reputaba de ser descendiente de los duques de Baviera, Hugo fue el cuarto hijo del señor de Aytona Pedro de Moncada; su madre fue Beatriz de Cardona, hija del barón de Guadalest Hugo de Cardona y Gandía, de la noble Casa de Cardona. 
Tuvo tres hermanos (Juan, Gastón y Guillén) y varias hermanas.

### Al servicio de Carlos VIII de Francia

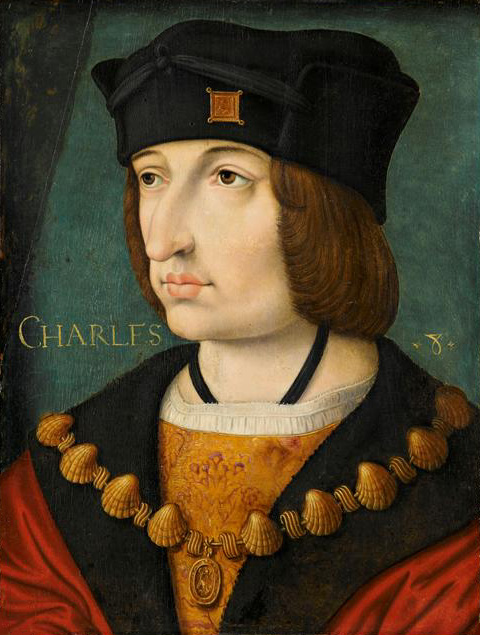
Carlos VIII.

En su juventud marchó a servir a la corte de Fernando II de Aragón, pero estuvo allí poco tiempo.  El rey Carlos VIII de Francia había firmado acuerdos de paz con Inglaterra (Étaples, 1492), el Sacro Imperio Romano Germánico (Senlís, 1493) y España (Barcelona, 1493), y ahora planeaba la conquista del Reino de Nápoles alentado por Ludovico Sforza de Milán.  Moncada solicitó permiso al rey aragonés y marchó a unirse al ejército francés en la primera guerra italiana; no era una excepción, pues otros caballeros españoles como Carlos de Arellano o Juan Cervellón estaban en la misma situación.
La expedición militar salió de Grenoble en septiembre de 1494, entró en Italia, provocó la caída de Piero de Médici del gobierno de Florencia, pasó por Roma ante el temor del papa Alejandro VI y tomó Nápoles sin resistencia después de la abdicación del rey Alfonso II y la huida de su hijo Fernando II.  Sin embargo el creciente poder del ejército francés en la península motivó la preocupación de los estados italianos, y en marzo de 1495 se formó contra ellos una alianza entre los Estados Pontificios, Venecia, Milán, el emperador Maximiliano I de Habsburgo y el rey Fernando II de Aragón; Moncada no podía seguir sirviendo al rey francés en contra del aragonés, y abandonó las filas francesas sin haber participado en episodios bélicos de relevancia, antes de que las tropas de Carlos VIII fueran expulsadas de Italia.

### Con César Borgia en la Romaña

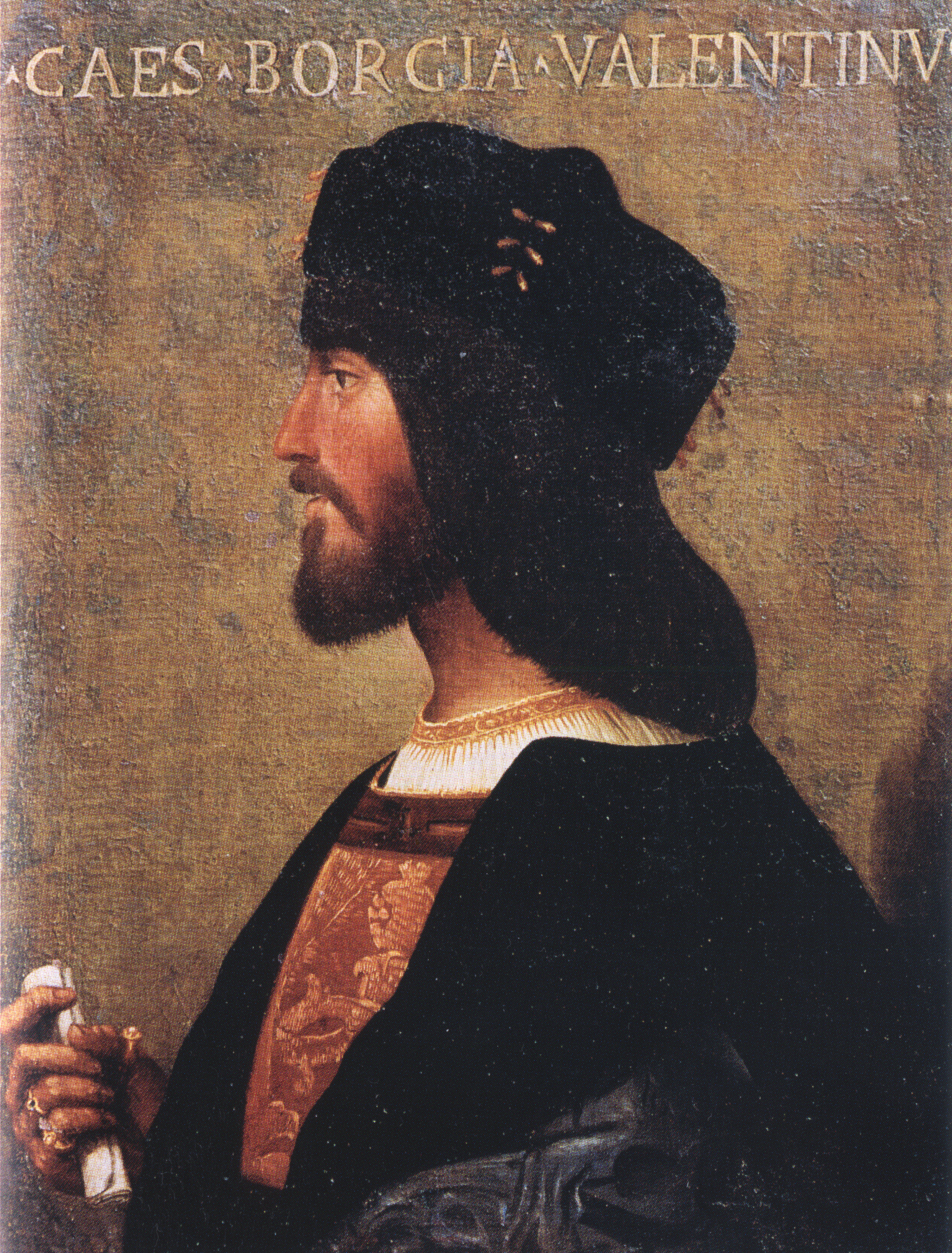
César Borgia.

En Roma fue bien recibido por su paisano Alejandro VI y por sus parientes los Borgia.  En 1497 murió asesinado el Capitán general de la Iglesia Juan de Borgia, y su hermano César Borgia, que hasta entonces había sido cardenal, se secularizó para ocupar su lugar.
Moncada entró como capitán al servicio de César Borgia, y durante los años siguientes tuvo una intensa participación en la conquista de las pequeñas signorias de la Romaña, con cuya unión los Borgia pensaban fundar un ducado.  Junto a otros capitanes españoles como García Paredes sumadas a 300 lanzas que el rey de Francia le enviaba a cargo de Yves II d'Alègre, se halló presente en la conquista de Ímola y Forlì, en poder de Caterina Sforza, Faenza de Astorre Manfredi, Urbino de Guidobaldo de Montefeltro, Rímini a Pandolfo Malatesta, Pésaro de Giovanni Sforza, Piombino a Jacopo Appiano y los territorios que en la campiña de Roma tenían los Colonna Prospero y Fabrizio. En octubre de 1502 servía con 50 hombres de armas, siendo considerado uno de los principales lugartenientes de César Borgia.  Asistió también a la boda de su hermana Lucrecia con Alfonso de Este en 1502, junto con Juan de Cardona.
La colaboración con Borgia terminó con la muerte del papa Alejandro en agosto de 1503.  Su sucesor Pío III murió también tres semanas después de su elección, y el siguiente papa Julio II maniobró desde el principio de su pontificado para que las plazas conquistadas por Borgia revirtieran a los Estados Pontificiois.  Cuando César Borgia se alineó con Francia, los Reyes Católicos prohibieron a los españoles seguirle, y Moncada se despidió de su servicio.

### Con el Gran Capitán en Nápoles

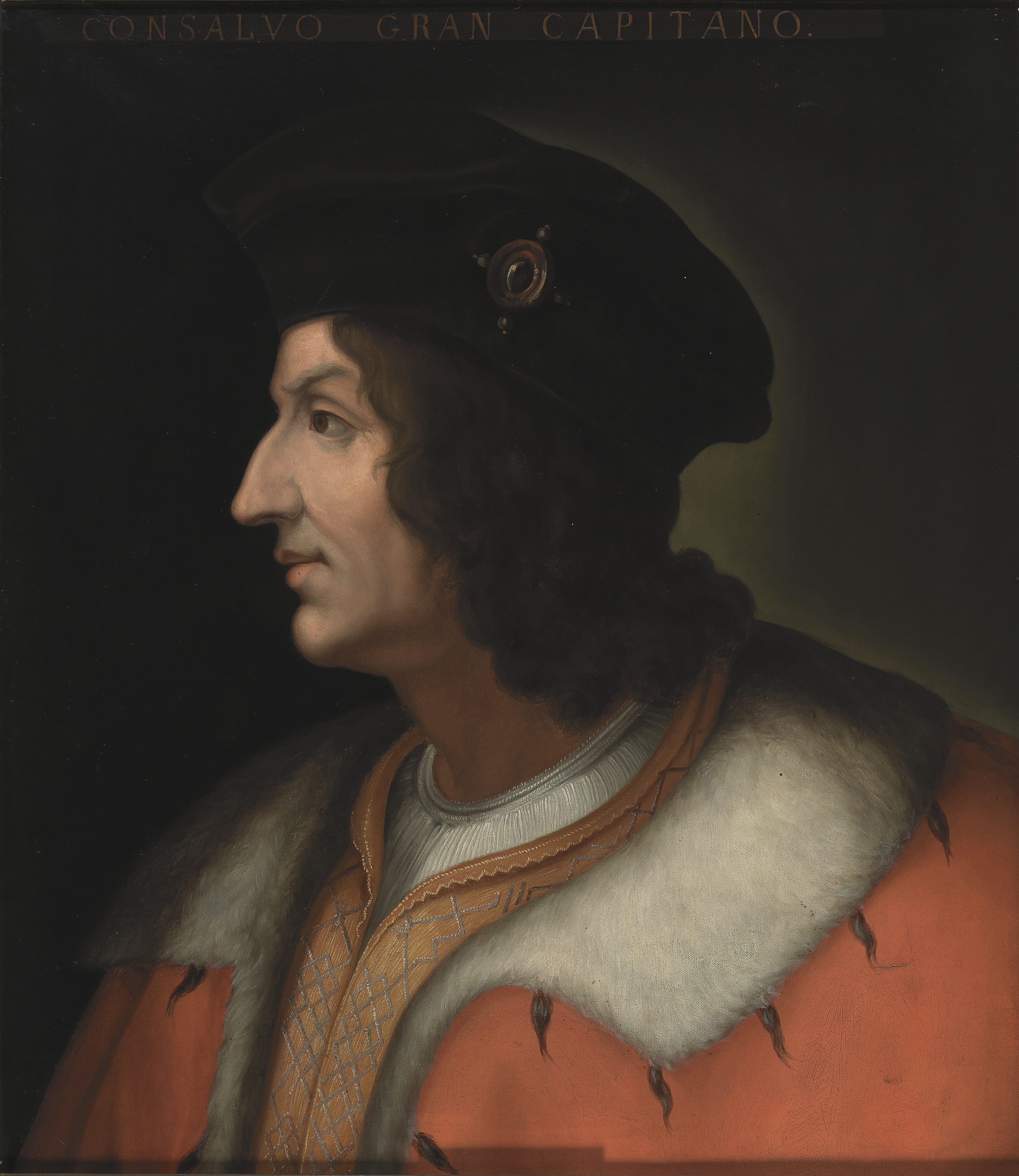
El Gran Capitán.

Entretanto, en el sur se libraba una nueva guerra: las tropas españolas de Gonzalo Fernández de Córdoba, el Gran Capitán, se enfrentaban a las francesas dirigidas por Bérault Stuart d'Aubigny por el control del Reino de Nápoles, y allí llegó Moncada desde Sicilia con una hueste de refuerzo para unirse a los primeros. Su comienzo fue difícil, sin embargo, ya que, a pesar de lograr unirse a otra expedición de refuerzo liderada por Manuel de Benavides desde España, el contingente fue interceptado por los franceses en Calabria el 25 de diciembre de 1502 y derrotado antes de poder reunirse con el Gran Capitán. Sin embargo, Moncada y los restos del grupo lograron finalmente llegar hasta él, y tuvieron una participación destacada en la batalla del Garellano, en la que fueron derrotados los franceses liderados por Ludovico II de Saluzzo.
En 1504, finalizado el conflicto mediante el tratado de Lyon, se procedió a reformar el ejército de Italia, dándose instrucciones al Gran Capitán para que redujese el número de soldados y compañías, tanto de infantería como de caballería - jinetes y hombres de armas. Durante la reforma del ejército, a la compañía de don Hugo de Moncada se le otorgaron las mismas condiciones que a aquellas reclutadas en España. Fue nombrado gobernador de Calabria en sustitución del conde de Aiello.
Ya para entonces era bailío de Santa Eufemia en la lengua de Italia de la orden de San Juan de Jerusalén, en la que desde 1522 sería también gran prior de Messina.

### Virrey de Sicilia

Italia a finales del s. XV.

En 1509 Fernando el Católico le nombró virrey y capitán general de Sicilia sucediendo a Ramón de Cardona.  Desde Sicilia colaboró con Diego de Vera y Pedro Navarro en la Jornada de los Gelves de 1510, y con este último personalmente en el ataque a Trípoli de 1513.
Durante su gobierno en la isla debió afrontar el problema de la abundante falsificación de moneda, las reticencias del parlamento siciliano en pagar los donativos a la metrópoli, los alborotos producidos por los soldados españoles que faltos de paga saqueaban a la población civil y las incursiones de los piratas berberiscos.

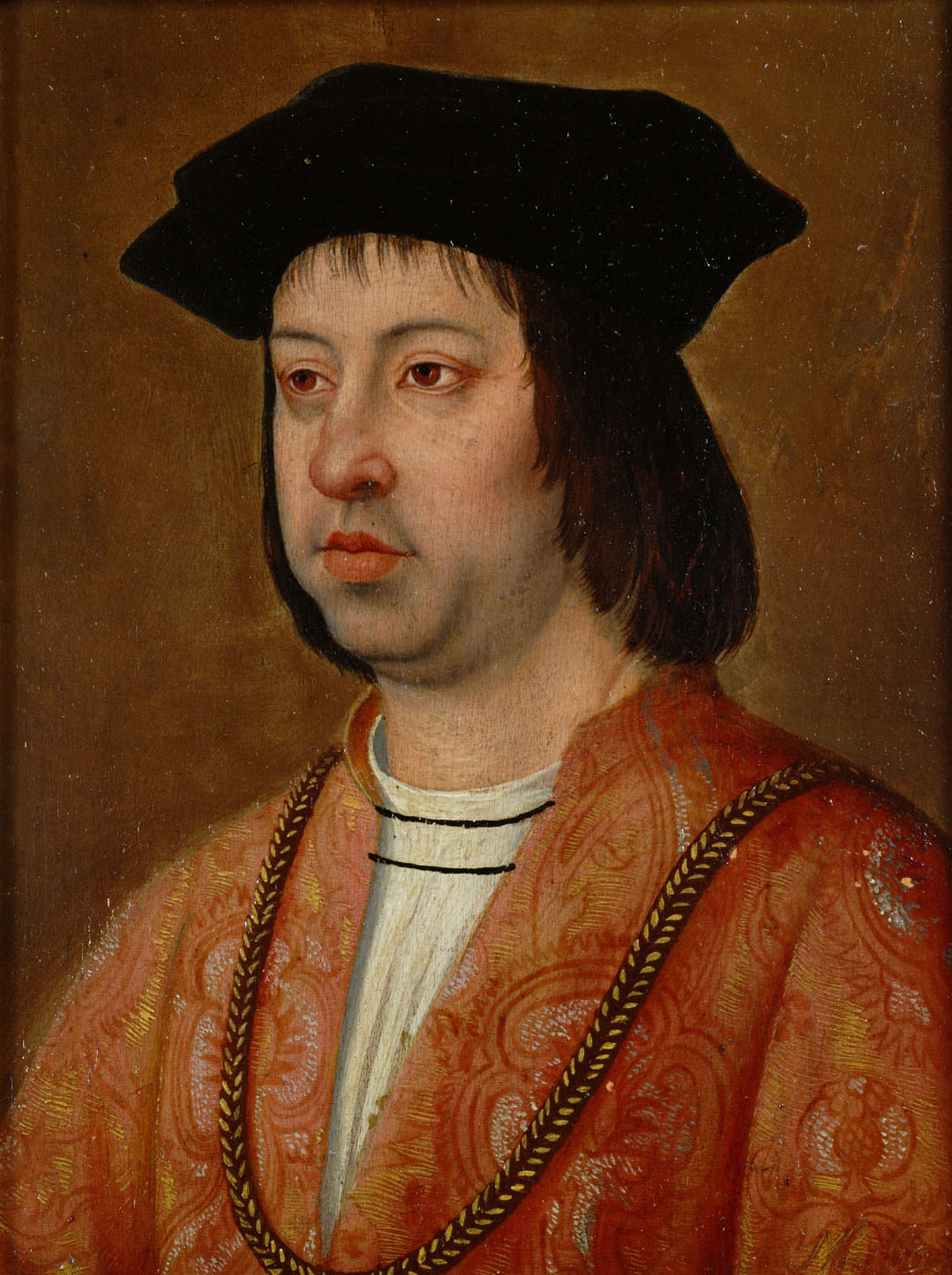
Fernando II.

Fue confirmado en el cargo tres veces por el rey Fernando, pero su arbitrariedad en la administración de justicia, la carga excesiva de impuestos a la que sometió a la isla y los abusos de la soldadesca bajo su mando motivaron su mala reputación entre el pueblo y la aristocracia: cuando en 1516 murió Fernando el Católico, los sicilianos organizaron una rebelión ante la que Moncada tuvo que huir de la isla, dejando como presidente del reino a Simone I de Ventimiglia.

### La guerra de Urbino
En 1517, gestiona la defección de las tropas españolas que servían como soldados de fortuna a Francesco Maria della Rovere, que pretendía recuperar el Ducado de Urbino, usurpado por Lorenzo II de Medici. En el verano de 1518 lidera una fallida expedición sobre Argel. En 1519 es igualmente derrotado en combate naval por corsarios turcos.

### La jornada de los Gelves
En 1520 lidera la expedición a los Gelves, con título de Capitán General, partiendo de Favignana en abril. El 25 de mayo de ese año obtiene la capitulación del jeque de Gelves que pasa a ser feudatario del rey de España obligándose a pagar una renta de 12 000 doblas por año. Durante la jornada, Don Hugo fue herido de cierta gravedad en el rostro por una saeta.
En octubre de 1521 se encuentra en los Países Bajos, donde forma parte del consejo de guerra del Emperador. Junto con Enrique de Nassau, dirigió las tropas que sitiaron con éxito la plaza de Tournai estando en Italia a finales de 1522. 
En el verano de 1523 se hace cargo de la armada en el Mediterráneo, estando en agosto en Murcia. En 1524, con 16 galeras españolas, ataca y toma, ayudado por los provenzales, las plazas francesas de Tolón, Hyeres y Fréjus, siendo después derrotado y apresado por Andrea Doria en la desembocadura del río Var. Es liberado en 1526 gracias al tratado de Madrid. En mayo de ese año acude a Milán desde España.

### El Saco de Roma
Toma el mando de uno de los cuerpos de ejército del Condestable de Borbón, conquistando Milán y Lombardía y liberando al papa Clemente VII que estaba sitiado en el Castillo Sant'Angelo por los Colonna. Se reconcilia con los Colonna. En 1527 está con sus tropas en el Saco de Roma.

### Virrey de Nápoles
En 1528, encontrándose en Nápoles, es bloqueado por las flotas genovesas y francesas. Sale a hacerles frente y muere en combate en aguas del golfo de Salerno. Casi todos sus barcos fueron hundidos o apresados.
Fue sepultado en la Catedral de San Andrés de Amalfi, desde donde posteriormente sus restos fueron trasladados a la iglesia de Nuestra Señora de los Remedios de Valencia.
| Predecesor: Ramón Folc de Cardona-Anglesola | Virrey de Sicilia 1509-1517 | Sucesor: Héctor Pignatelli    |
| Predecesor: Carlos de Lannoy                | Virrey de Nápoles 1527-1528 | Sucesor: Filiberto de Chalôns |